# 레네 판더레이컨
레네 판더레이컨(네덜란드어: René Vandereycken, 1953년 7월 22일, 림뷔르흐 주 스팔베이크 ~)은 벨기에의 축구 감독이자 전직 선수이다. 그는 2006년 1월 1일부터 2009년 4월 7일까지 벨기에 국가대표팀 감독을 역임하기도 했다.

## 클럽 경력
판더레이크는 스팔베이크 출신이다. 그는 클뤼프 브뤼허, 제노아, 그리고 안데를레흐트에서 활약했다.

## 국가대표팀 경력
현역 시절, 그는 벨기에 국가대표팀 경기에 50번 출전해 3골을 기록했고, 유로 1980에 자국을 대표로 참가해 결승전에서 페널티킥으로 득점을 기록하기도 했다.

## 감독 경력
판더레이컨은 트벤터와 안데를레흐트를 몇 달 역임했고, 2005년 6월에는 헹크를 UEFA컵에 진출시키고도 해임되었다. 그 외로, 그는 헨트, 스탕다르 리에주, 몰뢴베크, 그리고 마인츠 05를 지도했었다. 판더레이컨은 수비 지향적인 전술을 쓰는 전술가였다.
그는 2006년 1월부터 2009년 4월까지 벨기에 국가대표팀 감독을 역임했다. 당시, 그는 전술적인 이유로 언론의 비판의 십자포화를 맞았다. 그는 2009년 4월 7일에 보스니아 헤르체고비나와의 2010년 월드컵 예선전 경기에서 2번 모두 패하면서 해임되었다.

## 수상

### 선수
클뤼프 브뤼허
- 벨기에 1부 리그: 1975–76, 1976–77, 1977–78, 1979–80
- 벨기에 컵: 1976–77
- 벨기에 슈퍼컵: 1980
- 유러피언컵 준우승: 1977–78
- UEFA컵 준우승 1975–76
- 일본 기린 월드 사커 컵: 1981[4]
- 트로페 쥘 파파에르: 1978[5]

안데를레흐트
- 벨기에 1부 리그: 1984–85, 1985–86
- 벨기에 슈퍼컵: 1985
- UEFA컵 준우승: 1983–84[7]
- 마탠 브뤼주아즈: 1985[8]
- 트로페 쥘 파파에르: 1983, 1985[5]

벨기에
- 유럽 선수권 대회 준우승: 1980[9]
- 월드컵 4위: 1986[10]
- 벨기에 전국 스포츠 공로상: 1980[11]

### 감독
- 벨기에 프로 축구 올해의 감독: 1991[12]